# Pasaporte somalí
El pasaporte somalí es un pasaporte emitido a los ciudadanos de Somalia para viajar en el extranjero. Anteriormente se utilizaban pasaportes verdes, que fueron reemplazados por pasaportes biométricos para asegurar su autenticidad. Dichos pasaportes están regulados por el gobierno federal.

## Visión general

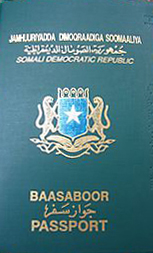
Portada de la antigua no-biométrica. Pasaporte Verde.

El ex-gobierno socialista de Somalia, utilizaba originalmente un Pasaporte Verde no biométrico que mantuvo su vigencia tras el derrocamiento del régimen de Siad Barre.
En respuesta a los falsos pasaportes somalíes que posteriormente inundaron el mercado negro, el Gobierno Nacional de Transición abrió una nueva oficina en la década de 2000, para emitir pasaportes oficiales aprobados por el estado. Según el entonces Ministro de Asuntos Exteriores Muhammad Mahmud Shiil, el gobierno continuaría emitiendo los antiguos pasaportes, pero se los dotaría de un nuevo sello seco a fin de evitar posibles falsificaciones o duplicaciones, y los pasaportes que ya estaban en circulación serían marcados con el nuevo sello. El gobierno anunciado en 2006 que lo emitiría una máquina nueva-documento legible a más allá asegurar autenticidad.
Desde 2007, el Gobierno Federal de Transición (TFG) de Somalia pasó a emitir un pasaporte biométrico para cumplir con las severas normas internacionales. En noviembre de 2010, el TFG abrió una nueva instalación de pasaportes en Mogadiscio, la capital de la nación. La impresión de los documentos de viaje ya había sido llevada a cabo en los Emiratos Árabes Unidos, lo que supuestamente generó un atraso en la emisión de pasaportes. Se cree que las instalaciones de impresión repatriadas ofrecen un proceso de entrega de pasaporte más receptivo. Oficialmente emitido por el Departamento de Inmigración de Somalia, los pasaportes ahora contienen funciones de seguridad integradas que los hacen comparables con los pasaportes de otros países.
En septiembre de 2011, el Gobierno Federal de Transición prohibió oficialmente el uso del antiguo pasaporte Verde de Somalia. El oficial de inmigración, el general Abdulaahi Gaafow Mohamoud, declaró que el documento de identificación ya no sería aceptado para viajes de negocios o generales hacia fin de mes. Añadió que el Pasaporte Verde sería reemplazado con un nuevo pasaporte biométrico azul, que resultaría particularmente difícil de falsificar.
En diciembre de 2013, el Subdirector General de Inmigración y Naturalization Abdullahi Hagi Bashir Ismail anunció que el Gobierno Federal lanzó oficialmente su pasaporte biométrico. Como parte de una mayor iniciativa para fortalecer la seguridad, el pasaporte fue emitido por el departamento de inmigración del Ministerio del Interior. Los ciudadanos son elegibles para el pasaporte biométrico en la producción de documentos de identidad nacionales emitidos por el gobierno, y certificados de nacimiento.

## Requisitos de Visa

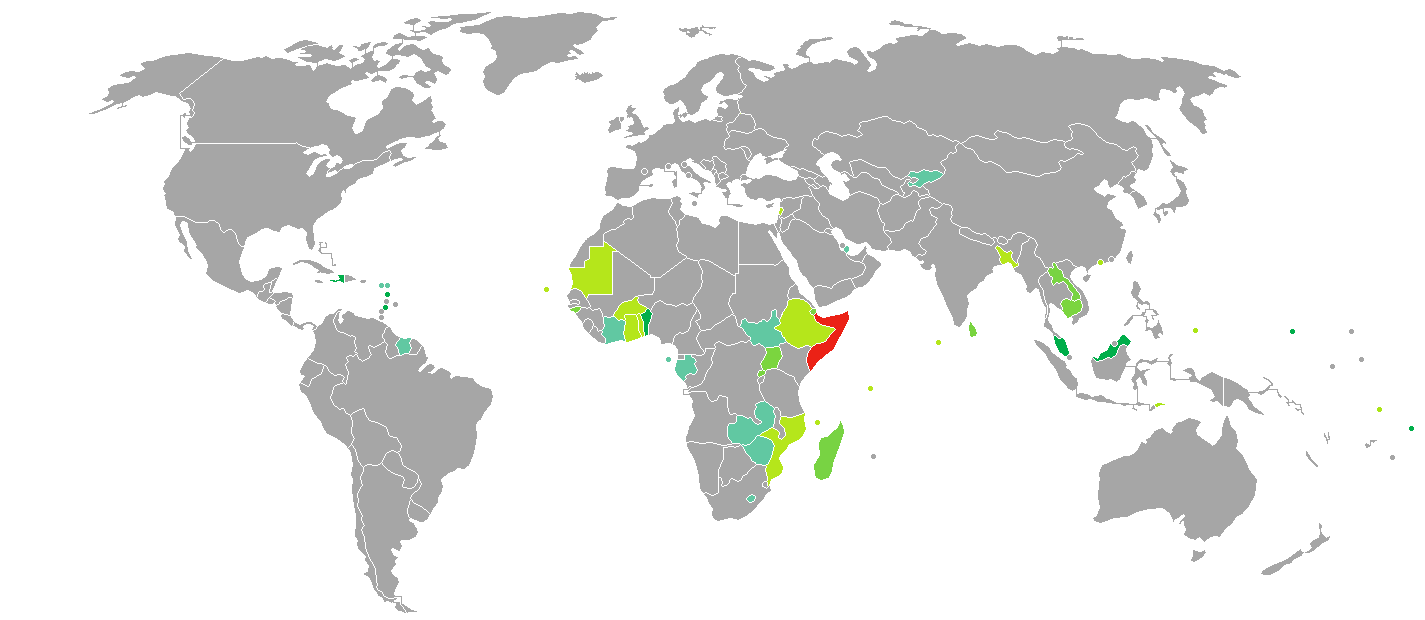
Requisitos de visa para ciudadanos somalíes:
Somalia (rojo)
Acceso libre de Visa para los ciudadanos somalíes (verde)
Visa puede ser admitida a la llegada al país (amarillo)

Desde el 1 de enero de 2017, los ciudadanos somalíes tenían visa o acceso de visa en 30 países y territorios, por lo que el pasaporte somalí está posicionado en el °100 lugar en relación con libertad de viajes, según el índice de restricción de Visa.